# Jivina (powiat Beroun)
Jivina – wieś i gmina w Czechach, w powiecie Beroun, w kraju środkowoczeskim. Według danych z dnia 1 stycznia 2013 liczyła 166 mieszkańców.